# 索菲伊夫卡 (柳比米夫卡市鎮)
46°50′1″N 33°38′10″E / 46.83361°N 33.63611°E
索菲伊夫卡（烏克蘭語：Софіївка）是位於烏克蘭南部的村莊，由赫爾松州卡霍夫卡區的柳比米夫卡市鎮負責管轄。該村面積0.007平方公里，海拔高度55米，2001年人口655，人口密度每平方公里93,571.4人。